# Thangmar
Thangmar van Hildesheim (ca. 940-950 in het bisdom Hildesheim - 25 mei na 1003 en voor 1007) was het hoofd (scholaster) van de domschool van Hildesheim. Hij geldt als auteur van de biografie van bisschop Bernward van Hildesheim, de Vita Bernwardi.
De oorsprong van Thangmar is onbekend. Hij was eerst als priester verbonden aan de kathedraal van Hildesheim. Rond 970 werd hij er  deken. Als scholaster was hij tevens bibliothecaris en notaris. Hij was vanaf 976 leraar en opvoeder van de toekomstige bisschop Bernward en waarschijnlijk ook van de latere keizer Hendrik II (*geboren in 973).
Vermoedelijk legde hij vóór september 1000 het ambt van domdeken neer. 